# Província da Saxônia
A Província da Saxônia (em alemão: Provinz Sachsen), também conhecida como Saxônia Prussiana (Preußisches Sachsen) era uma província do Reino da Prússia e depois do Estado Livre da Prússia de 1816 até 1945. Sua capital era Magdeburgo.
Foi formada pela fusão de territórios que anteriormente pertenciam à parte norte do Reino da Saxônia e foram cedidos à Prússia em 1815, como o Ducado de Magdeburgo, o Altmark, o Principado de Halberstadt, o antigo Principado francês de Erfurt e outros distritos que tinham sido incluídos na Prússia previamente.
A província era limitada por Hesse-Nassau, Reino de Hanôver e o Ducado de Brunswick ao oeste, Reino de Hanôver e Marca de Brandemburgo ao norte, Marca de Brandemburgo e Silesia ao leste e pelo reino remanescente de Saxônia e pequenos estados de Turíngia ao sul. Sua forma era muito irregular e tinha porções inteiramente cercadas pelo Ducado de Brunswick e por estados da Turíngia. Possuía diversos enclaves, e sua parcela ao norte era quase toda cortada ao sul pelo Ducado de Anhalt. A maioria da população era protestante, com uma minoria católica (cerca de 8% da população em 1905) considerada parte do Principado Episcopal de Paderborn. 

## História
A Província da Saxônia foi criada em 1816 a partir dos seguintes territórios:
- O antigo Ducado de Magdeburgo e o Principado de Halberstadt, que faziam parte do Reino de Westphalia entre 1807-1813;

- As partes da Marca de Brandemburgo que estavam situadas a oeste do rio Elba, assim como o Altmark;

- O território conquistado do Reino da Saxônia após a Batalha de Leipzig em 1813: as cidades e territórios vizinhos de Wittenberg, Merseburg, Naumburg, Mansfeld, Querfurt e Henneberg;

- E os territórios entregues à Prússia após a Reichsdeputationshauptschluss (o recesso imperial de 1803). Esses territórios estavam localizados ao redor de Erfurt (terras anteriormente subordinadas ao Imperador francês e conhecidas como Principado de Erfurt), Eichsfeld (anteriormente pertencente ao Arcebispado de Mainz) e as antigas cidades Imperiais de Mühlhausen e Nordhausen.

A província da Saxônia era uma das regiões mais ricas da Prússia, com agricultura e indústria altamente desenvolvidas. Em 1932, a província foi ampliada com a adição das regiões em torno de Ilfeld e Elbingerode, que tinham sido anteriormente parte da Província de Hanôver.
Em 1 de Julho de 1944, a província da Saxônia foi dividida em três regiões administrativas. O Regierungsbezirk de Erfurt foi fundido com o Distrito de Herrschaft Schmalkalden da Província de Hesse-Nassau e entregue ao Estado da Turíngia. O Regierungsbezirk de Magdeburgo se transformou na Província de Magdeburgo, e o Regierungsbezirk de Merseburgo se transformou na província de Halle-Merseburg.
Em 1945, a administração militar soviética juntou Magdeburgo e Halle-Merseburgo com o estado de Anhalt na província de Saxônia-Anhalt, com Halle como sua capital. A parte oriental do enclave de Blankenburg (Brunswick) e o enclave da Turíngia (Allstedt) também foram adicionados a Saxônia-Anhalt. Em 1947, a Saxônia-Anhalt se transformou em um estado.
Turíngia e Saxônia-Anhalt foram extintas em 1952, mas recriadas com algumas discretas mudanças de fronteira após a reunificação da Alemanha em 1990 e incorporados aos Estados modernos da Alemanha. Territórios em torno de Torgau, que faziam parte da Saxônia-Anhalt entre 1945 e 1952 foram transferidos à Saxônia.